# 985
985 (CMLXXXV) fue un año común comenzado en jueves del calendario juliano, en vigor en aquella fecha.

## Acontecimientos
- Al-Mansur saquea Barcelona el 6 de julio, tras 8 días de asedio.
- Erik el Rojo coloniza Groenlandia.
- Juan XV sucede a Juan XIV como papa.

## Nacimientos
- Al-Hákim bi-Amrillah, califa fatimí.

## Fallecimientos
- 29 de junio - Judith, duquesa de Baviera.
- 20 de julio - Bonifacio VII (antipapa).
- Kishi Joō - poetisa japonesa.